# Hermann Darsow († 1517)
Hermann Darsow (* in Lübeck; † 2. Februar 1517 ebenda) war ein Lübecker Kaufmann und Ratsherr.

## Leben
Hermann Darsow war Sohn eines gleichnamigen Lübecker Bürgers und Enkel des Ratsherr Hermann Darsow († 1456). 1488 wurde er Mitglied der patrizischen Zirkelgesellschaft in Lübeck. 1496 wurde er in den Lübecker Rat erwählt und bekleidete als Ratsherr von 1511 bis 1515 das Amt des Kämmereiherren.
Darsow war mit Catharine Schewe verheiratet und bewohnte seit 1488 das Hoghehus am Koberg 2. Seine Tochter Anna heiratete 1536 den Ratsherrn Albrecht Klever.